# Jaskinia Koralowa
Jaskinia Koralowa – jaskinia na Wyżynie Krakowsko Częstochowskiej. Znajduje się na wzgórzu Pustelnica w rezerwacie Sokole Góry w miejscowości Olsztyn w województwie śląskim, w powiecie częstochowskim. Jest jedną z najciekawszych jaskiń na Jurze, ma znaczną długość i urozmaicone korytarze. Jej nazwa pochodzi od dawniej występujących w niej koralowatych nacieków – niestety zostały zniszczone przez poszukiwaczy szpatu.

## Opis obiektu
Od parkingu przy rezerwacie przyrody Sokole Góry prowadzi do jaskini szlak turystyczny i ścieżka dydaktyczna. Otwór jaskini znajduje się w leju pod bukiem i jest ogrodzony żerdkami. Zwiedzanie jaskini jest zabronione, wymaga zresztą specjalistycznego sprzętu i umiejętności posługiwania się nim.
Poziomy, trójkątny otwór jaskini ma średnicę 1,5 m, pod nim jest studnia o głębokości 20 m, przy jej dnie Sala Wejściowa o szerokości 14 m i wysokości do 5 m. W jej stropie są kotły wirowe, spąg pokryty jest wapiennym rumowiskiem zmieszanym z gliną oraz spróchniałymi gałęziami i pniami, które wpadły przez studnię. W zachodniej ścianie Sali Wejściowej oraz w stropie są kilkumetrowej długości korytarzyki oraz Salka nad Progiem. Z północnej części Sali Wejściowej jest przejście do Sali Gotyckiej. Jej najniższe miejsce było dawniej ponorem, obecnie jest tutaj odkopana przez grotołazów studnia o głębokości 9 m. Na wysokości 2 m w Sali Gotyckiej jest taras prowadzący do Waru – górnego jej piętra. Obok małego okna zwanego Uchem Igielnym jest bardzo ciasne przejście do małej salki ze stalaktytami.
Przy stropie Sali Gotyckiej zaczyna się korytarz o długości 20 m, kończący się nad 6-metrowym progiem, którym zaczyna się Sala MGG o dnie pokrytym dużymi skałami. Jest między nimi 5 metrowa studzienka prowadząca do końcowych partii Waru. Ta część jaskini jest trudno dostępna, dlatego też zachowały się w niej takie formy kalcytowych nacieków jak żebra naciekowe, stalaktyty i nacieki wełniste. W końcowej części sali MGG jest niewielka salka o długości 4 m, szerokości 2 m i wysokości 0,8 m z licznymi naciekami, w tym stalaktytami sferolitycznymi.
Z zachodniego końca Sali Gotyckiej stromo w górę biegnie korytarz o ogładzonych ścianach, zwany Rurą lub Pochyłym Korytarzem. Doprowadza do górnej sali zwanej Salą Zawaliskową. Kazimierz Kowalski pisał o niej: „wydłużona w kierunku NW, rozległa, choć dość niska. Strop jest nierówny, ze śladami odpadania głazów, dno pokryte blokami skalnymi. Zaraz przy wejściu wznosi się w prawo ślepa odnoga zakończona kominem. Komin ten, zablokowany głazami, łączyć się musi szczelinami z powierzchnią, bo czuje się tu prąd powietrza przedostający się do jaskini, podczas gdy cała jej reszta ma powietrze zupełnie spokojne. Widoczne są tu również korzenie drzew. Pod odnogą stożek rumowiska, piasku i gliny. Najpiękniejszą częścią jaskini jest korytarz końcowy (Korytarz Koralowy – J.Z.), dość niski, biegnący ku NW z końca sali. W stropie jego widać zwisające czarne korzenie drzew, tu i ówdzie spojone miękkim i porowatym, martwicę przypominającym naciekiem. Na dnie stalagmity i skorupy również z białego nacieku. W kilku miejscach spotyka się charakterystyczne nacieki w kształcie korali...”
Jaskinia wytworzyła się w wapieniach pochodzących z jury późnej.

## Nietoperze
W jaskini zimują nietoperze. K. Kowalski stwierdził, że w latach 1949–1952 w Jaskini Koralowej zimowało ponad 100 nocków dużych, około 25 podkowców małych, pojedyncze nocki Natterera, nocki rude i łydkowłose oraz gacki brunatne. W latach 50. występowała kolonia nocka orzęsionego, jednego z najrzadszych nietoperzy Polski, później jednak kolonia ta zanikła. Najpospolitszy w latach 50 podkowiec mały, z Jaskini Koralowej, podobnie jak i z innych grot Sokolich Gór zniknął w połowie lat 90. Obecnie liczba nietoperzy zimujących w Jaskini Koralowej utrzymuje się na w miarę stałym poziomie kilkudziesięciu osobników, a w ostatnich latach obserwuje się wzrost ich liczby – np. 10 lutego 1996 r. zimowało w jaskini co najmniej 99 nocków dużych, 7 nocków Natterera, 3 gacki brunatne i 1 nocek wąsatek. Czasem zdarza się zaobserwować wyjątkowo rzadkie gatunki, takie jak nocek Bechsteina czy nocek orzęsiony. Jaskinia Koralowa jest jednym z 50 największych zimowisk nietoperzy w Polsce.

## Historia poznania
Otwór jaskini był zawalony ziemią, pniami drzew i gruzem. Odgrzebali go poszukiwacze szpatu w latach międzywojennych i to oni są odkrywcami jaskini. W trakcie wydobywania z niej kalcytu zniszczyli szatę naciekową korytarzy górnego poziomu, zwanych Korytarzem Szpatowców. Lokalizację i krótki opis jaskini podał K. Maślankiewicz w 1937 r. W 1948 r. Towarzystwo Popierania Kultury Regionalnej zamierzało udostępnić jaskinię do turystycznego zwiedzania, nie doszło jednak do tego. Jaskinię wielokrotnie badali grotołazi. W 1962 r. odkryli ciąg korytarzy War. W 1966 r. na otworze jaskini założono kratę, szybko jednak została zniszczona. W połowie lat 90. XX wieku członkowie Speleoklubu Częstochowskiego w dawnym ponorze jaskini wybrali studnię o głębokości 9 m.
Genezę jaskini opisał Z. Wójcik w 1968, jej nacieki A.W. Skalski w 1972, a ich genezę R. Gradziński i Z. Wójcik w 1961. Mikroklimat jaskini badali Z. Goliarzewski i inni w 1960 oraz Z. Łęski w 1971. W 1992 K. Jędrzejko i A. Ziober przeprowadzili kompleksowe badania ekologiczne. Pierwszy plan jaskini wykonał K. Kowalski w 1949, obecny, uaktualniony J. Zygmunt i M. Szelerewicz w 2009.
W Jaskini Koralowej kręcono niektóre sceny filmu „Wyprawa pod podszewkę Alp”.

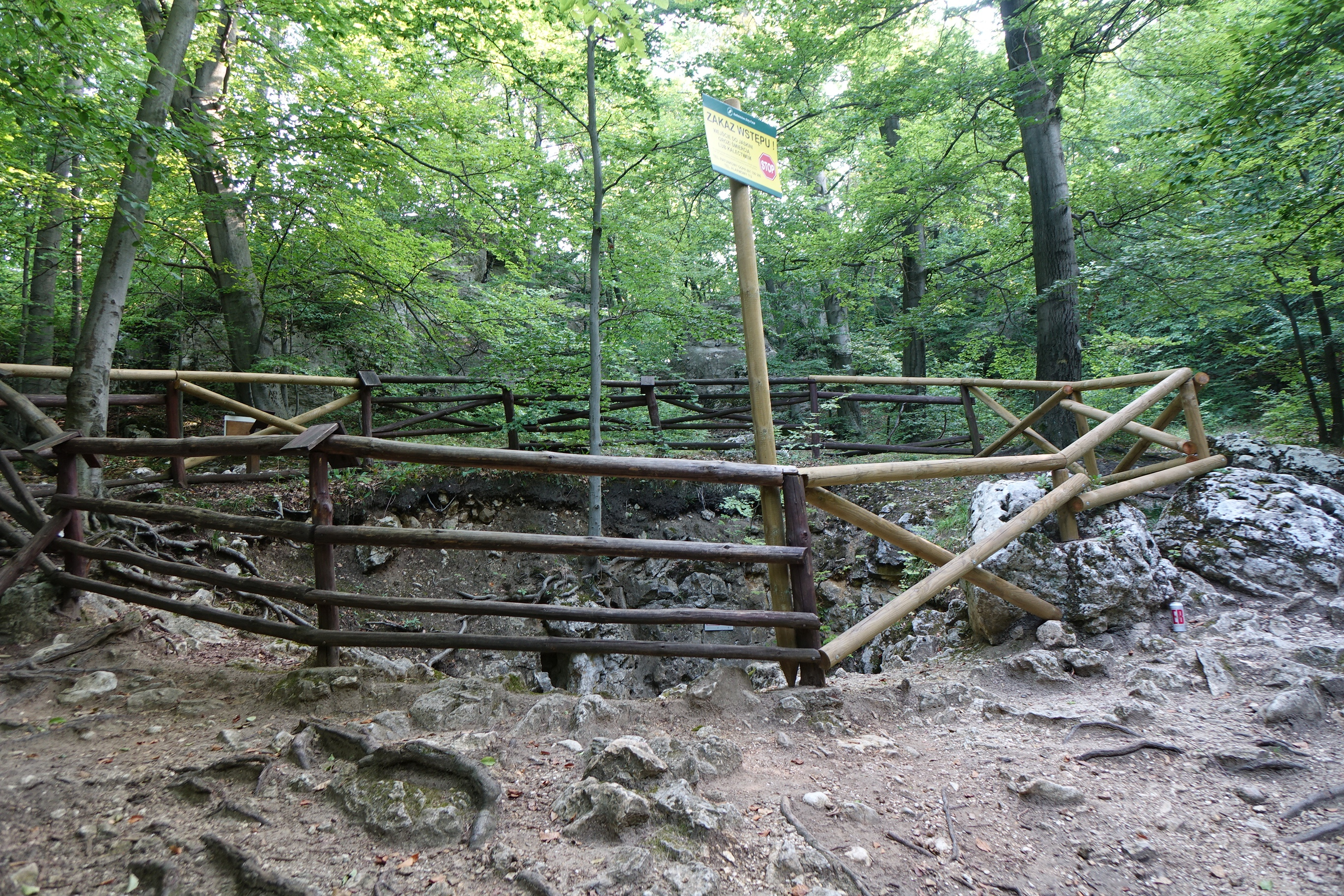
Ogrodzony lej jaskini
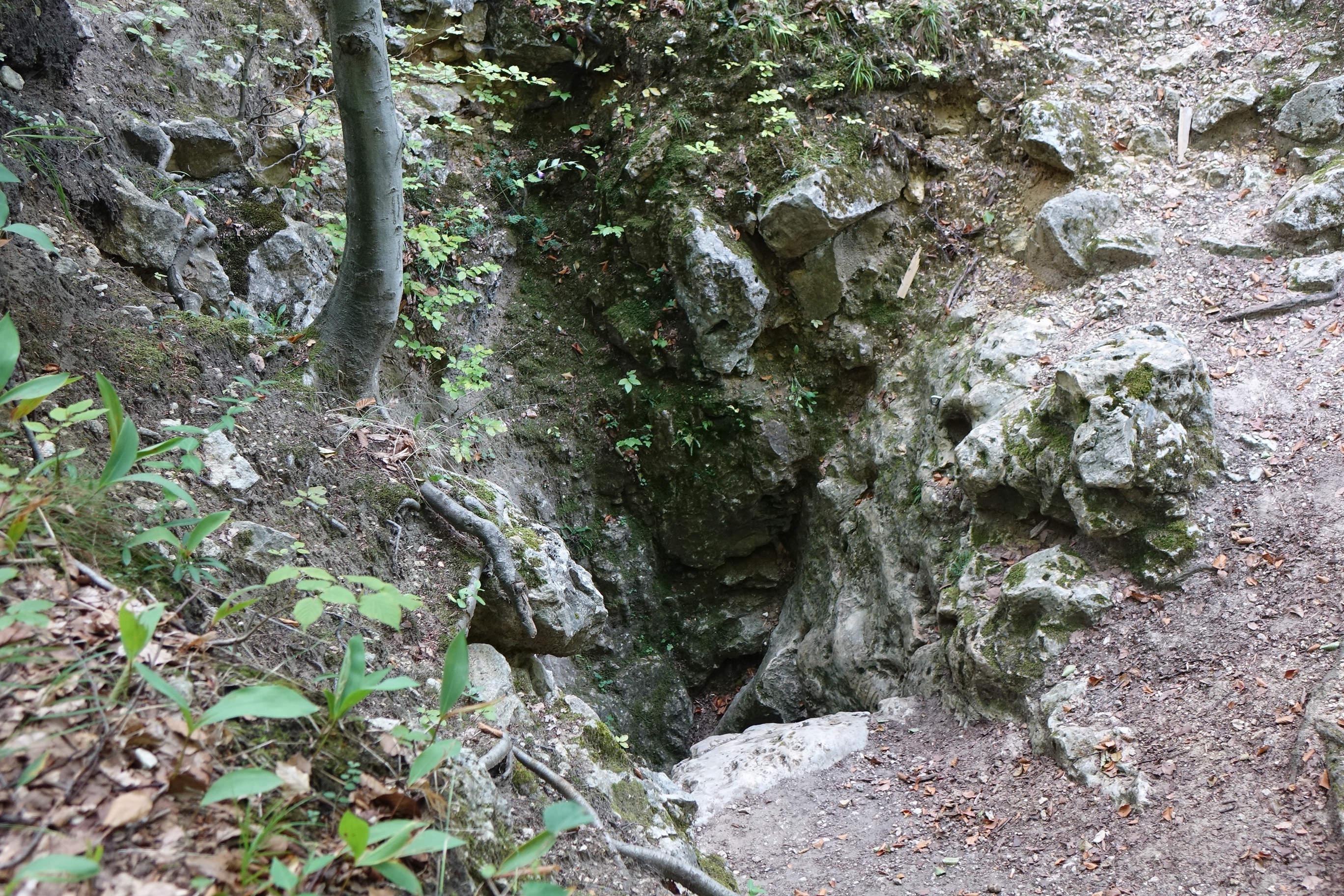
Otwór studni